# Dreaming of a Freaking Fairy Tale
Dreaming of a Freaking Fairy Tale (koreanischer Originaltitel: 나는 대놓고 신데렐라를 꿈꾼다) ist eine südkoreanische Serie, die von Baek Mi-kyung geschaffen wurde. In Südkorea erfolgte die Erstveröffentlichung der Serie am 31. Mai 2024 auf dem Streamingdienst TVING. Im deutschsprachigen Raum fand die Erstveröffentlichung der Serie am 26. September 2024 auf Paramount+ statt.

## Handlung
Shin Jae-rim möchte ihrem Leben voller Sorgen entfliehen. Sie sehnt sich nach einem märchenhaften Happy End für sich, ähnlich dem von Aschenputtel. Eines Tages lernt sie den jungen und hochnäsigen Geschäftsmann Moon Cha-min kennen, der aus einer wohlhabenden Jaebeol-Familie stammt und dem Thema Liebe gegenüber verschlossen ist. Nachdem Shin Jae-rim beginnt, für Moon Cha-min zu arbeiten, gewinnt ihre Beziehung zunehmend an Dynamik und ihre unterschiedlichen Persönlichkeiten prallen aufeinander. Im Laufe der Zeit entwickeln sie sich durch ihre gemeinsamen Konflikte und Erfahrungen als Menschen weiter. Wird es Shin Jae-rim letztlich gelingen, ihr Happy End zu finden, und wird es genauso enden, wie sie es sich erträumt hat?

## Besetzung und Synchronisation
Die deutschsprachige Synchronisation entstand nach den Dialogbüchern von Oliver Böttcher und Tammo Kaulbarsch sowie unter der Dialogregie von Oliver Böttcher durch die Synchronfirma Elbgorilla Synchro in Hamburg.
| Rolle          | Schauspieler   | Synchronsprecher     |
| -------------- | -------------- | -------------------- |
| Shin Jae-rim   | Pyo Ye-jin     | Josephine Martz      |
| Moon Cha-min   | Lee Jun-young  | Daniel Axt           |
| Ban Dan-ah     | Song Ji-woo    | Jenny Maria Meyer    |
| Baek Do-hong   | Kim Hyun-jin   | Flemming Stein       |
| Hwang So-ra    | Baek Joo-hee   | Svenja Pages         |
| Koo Jung-ja    | Lee Ji-hye     | Sarah Madeleine Tusk |
| Shin Kwang-soo | Park Chul-min  | Oliver Böttcher      |
| Kang Su-jin    | Kim Chae-eun   |                      |
| Kang Hwa-jin   | Song Young-joo |                      |

## Episodenliste
| Nr. | Deutscher Titel                                   | Originaltitel                 | Erstveröffentlichung (Südkorea) | Deutschsprachige Erstveröffentlichung (D/A/CH) |
| --- | ------------------------------------------------- | ----------------------------- | ------------------------------- | ---------------------------------------------- |
| 1   | Aschen Freaking Puttel                            | 롤링 퍽킹 신데렐라            | 31. Mai 2024                    | 26. Sep. 2024                                  |
| 2   | Prince Freaking Cha-min                           | 롤링퍽킹프린스차민            | 31. Mai 2024                    | 26. Sep. 2024                                  |
| 3   | Freaking Amor                                     | 롤링퍽킹큐피드                | 7. Juni 2024                    | 26. Sep. 2024                                  |
| 4   | Bibbidi Babbidi Bu                                | 비비디바비디부                | 7. Juni 2024                    | 26. Sep. 2024                                  |
| 5   | Der Schmetterlinge-im-Bauch-Effekt                | 로맨틱 나비효과               | 14. Juni 2024                   | 26. Sep. 2024                                  |
| 6   | Der Nebenbuhler schlägt zurück                    | 서브의 역습                   | 14. Juni 2024                   | 26. Sep. 2024                                  |
| 7   | Liebe ist ein Wort, das man laut aussprechen muss⁠⁠ | 말하지 않으면 몰라요, 정      | 21. Juni 2024                   | 26. Sep. 2024                                  |
| 8   | Eine längst überfällige Versöhnung                | 아주 오래된 화해              | 21. Juni 2024                   | 26. Sep. 2024                                  |
| 9   | Die mysteriöse Zauberhöhle                        | 뭐가 있을지 모를, 마법의 동굴 | 28. Juni 2024                   | 26. Sep. 2024                                  |
| 10  | Und dann noch ein weißes Pferd                    | 백마탄 나에게                 | 28. Juni 2024                   | 26. Sep. 2024                                  |